# São José Paquete Africa

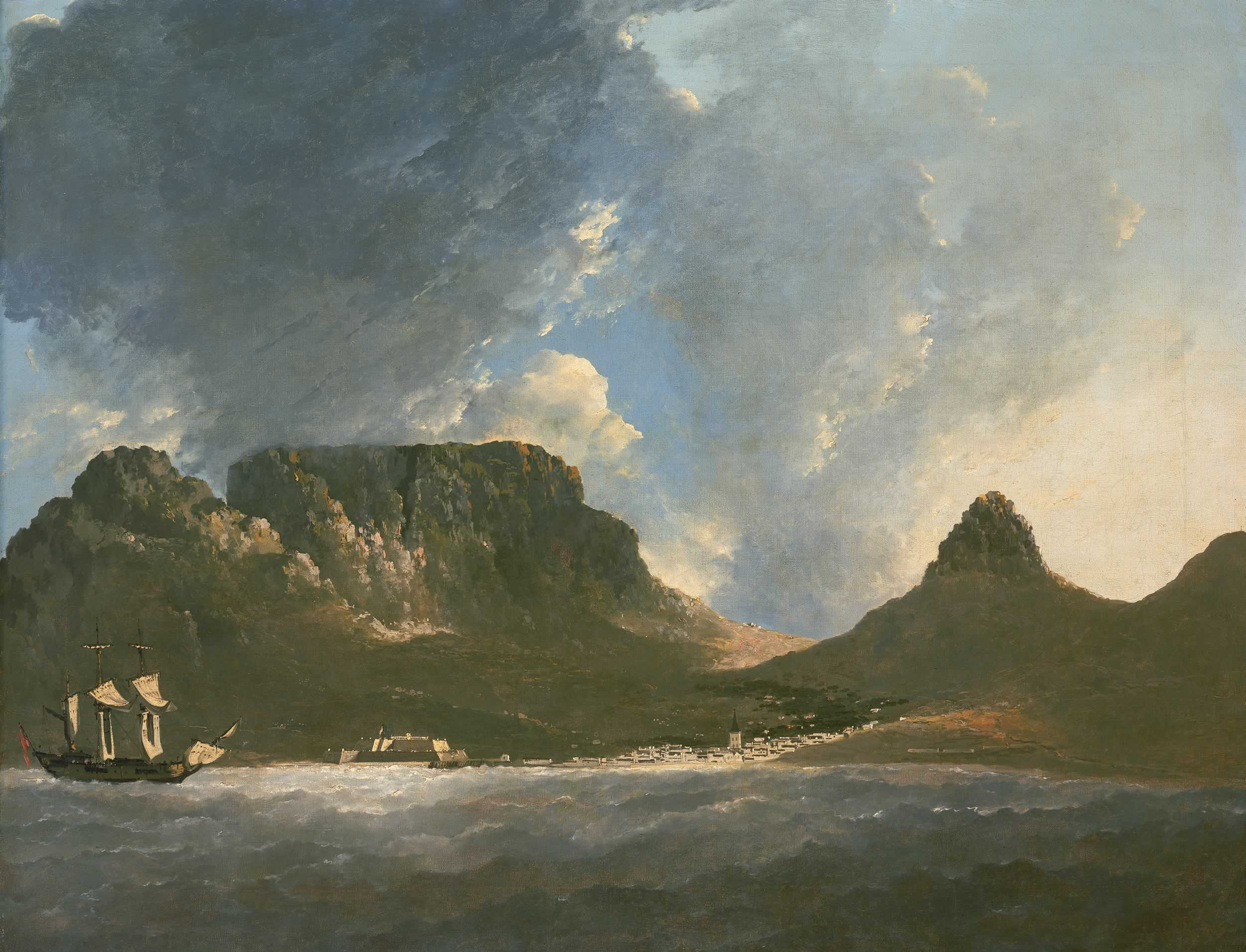
Bukten där São José sjönk, målning av Hodges 1772

São José Paquete Africa var ett portugisiskt slavskepp som sjönk 1794 söder om Kapstaden i Sydafrika. Fartyget hade tagit ombord 540 slavar i Moçambique och var på resa till Brasilien. Alla i besättningen räddades, men 212 slavar drunknade.

## Historia
Slavskeppet São José var endast cirka 35 meter, med ett deplacement på 340 ton. Hon seglade ut från Lissabon den 27 april 1794 med destination Moçambique. I december fördes 543 slavar ombord och kedjades fast så att de inte skulle kunna övermanna besättningen. São José lämnade Moçambiqueön den 6 december med destination i Maranhão, Brasilien. Den 27 december råkade skeppet ut för starka vindar då hon skulle angöra Kapstaden och drev på grund i Camps Bay och bröts sönder. 212 slavar drunknade och 331 slavar såldes till holländska nybyggare.

## Upptäckt

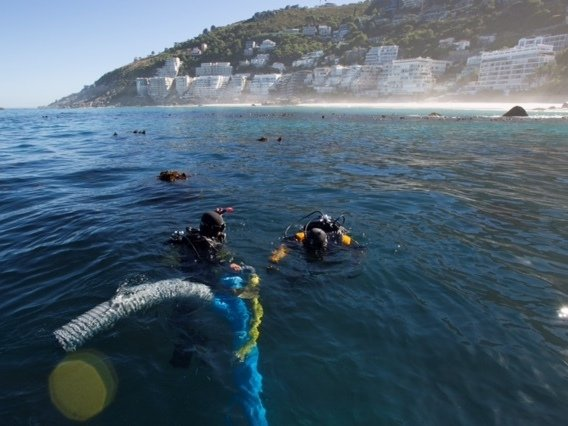
Dykare vid vraket São José

Många skepp har under århundraden förlist utanför Kapkolonins kuster.
På 1980-talet upptäcktes ett skepp alldeles nära Kapstadens bästa sandstrand. Det identifierades som ett holländskt handelsfartyg och dykare bärgade flera föremål. Marinarkeologer forskade i arkiv i Sydafrika och Portugal och fann inte förrän 2015 att vraket var São José. Det var det första förlista slavskeppet som funnits och kunde undersökas.